# Поліція Данії
Поліція Данії (дан. Politiet) — правоохоронний орган Данії. Обов'язками поліцейських є захист закону та збереження громадського й соціального порядку, а також контроль кордону.

## Організація

### Юрисдикція
Поліція Данії діє:
- на території 11 районів країни, кожен з яких очолюється директором поліції, а також у Копенгагені;
- на 2 автономних територіях (Гренландія та Фарерські Острови), кожна з яких очолюється місцевим начальником поліції.

### Структура
Окрім регулярної поліції існують і інші організації, що працюють незалежно від неї:
- RigsPolitiet — Національна Поліція Данії. Організація, що спеціалізується на таких сферах, як Бюджети та рахунки, Департамент нагляду за будівництвом і Департамент розслідування даних;
- Politiets Efterretningstjeneste[en] — Агентство з розвідки й національної безпеки Данії
- Politiets Aktionsstyrke[en] — підрозділ спеціальних сил данської поліції

## Обладнання

### Уніформа
Повсякденна уніформа — блакитна сорочка з поліцейськими значками на рукавах. Зазвичай, надягається блакитна або чорна краватка. Погони носяться на плечах. Штани сині, зі світловідбиваючими нашивками. Взуттям служать класичні чорні туфлі. Спеціальні тактичні костюми виготовлені з вогнетривких матеріалів і носяться в ситуаціях, в яких необхідне таке обладнання. Тактичний костюм також включає захищений шолом.

### Транспорт
Патрульні машини білі; автомобілі для поліцейських зі службовими собаками в основному синього кольору. На них установлені блималки. Світловідбиваюче слово «POLITI» на боці пофарбоване у прозору відбиваючу фарбу. Найбільш часто використовуваними патрульними машинами є Ford Mondeo, Volkswagen Passat і Opel Vectra, з двигунами від 1,2 до 2,2 л. У 2009 році до автопарку був доданий 3,6-літровий Skoda Superb. Літраж двигунів замаскованих під цивільні автомобілів (Peugeot 307, Opel Astra, Ford Focus і Toyota Yaris) варіюється від 1,2 до 1,6 л. Peugeot 607 використовується для захисту членів уряду й королівського двору. Toyota Land Cruiser і VW Touareg використовуються для виконання спеціальних завдань. Малі загони зазвичай використовують VW Transporter, а VW LT та Ford Transit використовуються для більш крупних операцій, що потребують великої кількості робочої сили (демонстрації, футбольні матчі, будь-які цивільні заворушення). В екстремальних ситуаціях може використовуватися MB Vario. Як супровід для кінних поліцейських загонів використовуються Nissan Patrol.
Дорожня поліція також застосовує замасковані під цивільні машини. Це, зазвичай, VW Transporter, Mercedes Benz Vito, Toyota Hiace, але інші також використовуються.
Для супроводження VIP або швидкої допомоги також використовуються мотоцикли, Yamaha FJR1300A, Honda ST1300a, BMW K1200RS та BMW K1200GT (з часом заміняються старі BMW K1100LT і BMW R1100RT).

### Зброя
Стандартним пістолетом є HK P8 (9 мм). Для особливих завдань використовується пістолет-кулемет HK MP5. Також офіцери озброєні кийками та балончиками з перцевою сумішшю.

## Погони та звання
| Порядок | Звання                                                                                                   | Погона | Склад                     | Український еквівалент     |
| ------- | --- | ------ | ------------------------- | -------------------------- |
| 1.      | Rigspolitichef                                                                                           |        | Senior manager            | Генерал поліції 1-го рангу |
| 2.      | Politimester i Grønland Politimester på Færøerne                                                         |        | Senior manager            | Генерал поліції 2-го рангу |
| 3.      | Stabschef Afdelingschef i Rigs- politiet                                                                 |        | Senior manager            | Генерал поліції 3-го рангу |
| 3.      | Chefanklager                                                                                             | Lawyer | Полковник поліції         |                            |
| 3.      | Chefpolitiinspektør                                                                                      | Police | Старший лейтенант поліції |                            |
| 4.      | Vicepolitimester i Grønland Vicepolitimester på Færøerne Vicepolitimester i Rigspolitiet Politiinspektør |        | Police                    | Лейтенант поліції          |
| 5.      | Vicepolitiinspektør                                                                                      |        | Police                    | Молодший лейтенант поліції |
| 6.      | Politikommissær                                                                                          |        | Police                    | Старший сержант поліції    |
| 7.      | Politiassistent                                                                                          |        | Police                    | Сержант поліції            |
| 8.      | Politiassistent                                                                                          |        | Police                    | Капрал поліції             |
| 9.      | Politibetjent                                                                                            |        | Police                    | Рядовий поліції            |